# Вулканештский район
Вулкане́штский райо́н (рум. Raionul Vulcăneşti) — административно-территориальная единица Молдавской ССР и Республики Молдова, существовавшая с 11 ноября 1940 года по 1 января 1999 года.

## История
Как и большинство районов Молдавской ССР, образован 11 ноября 1940 года, центр — село Вулканешты. До 16 октября 1949 года находился в составе Кагульского уезда, после упразднения уездного деления перешёл в непосредственное республиканское подчинение.
С 31 января 1952 года по 15 июня 1953 года район входил в состав Кагульского округа, после упразднения окружного деления вновь перешёл в непосредственное республиканское подчинение.
В 1991—1994 годах район номинально являлся частью Республики Молдова, но фактически частично находился на территории самопровозглашённой Республики Гагаузия.
В 1994 году Республика Гагаузия была возвращена в состав Молдавии на правах широкой автономии, а 22 июля 1995 года, в соответствии с Законом № 563-XIII, официально оформлена в качестве автономного территориального образования Гагаузия. В состав АТО Гагаузия передавался город Вулканешты, коммуна Етулия и село Чишмикиой, которые вместе с селом Карбалия Тараклийского района образовали Вулканештский округ (долай). При этом оставшаяся бо́льшая часть территории сохранилась как Вулканештский район Молдавии; районный центр также продолжал располагаться в Вулканештах. После передачи вышеуказанных сёл Вулканештский район перестал быть территориально целостным — село Александру Иоан Куза оказалось отделено от остальной части района территорией Гагаузии.
С 1 января 1999 года, после вступления в силу нового Закона об административно-территориальном устройстве Республики Молдова, Вулканештский район стал частью Кагульского уезда.
В 2002 году, после отмены уездного деления и возвращения районного, Вулканештский район, как не имеющий оформленного административного центра, восстановлен не был и остался в составе Кагульского района.
Руководители Вулканештского района за период 1940г. по настоящее время.
Председатели Вулканештского исполкома райсовета.
1. Беда М.В 1940- 1944
2. Мартынов Михаил Семенович. 27.03.1945-26.12.1946 гг.
3. Аверьянов Иван Филиппович. 03.03.1947-07.08.1948 гг.
4. Балан Федор Сергеевич15.01.1949-14.11.1949 гг.
5. Мартюхин Иван Тимофеевич08.03.1950-30.08.1952 гг.
6. Маркитан Артем Афанасьевич27.09.1952-22.03.1958 гг.
7. Летягин Павел Григорьевич22.03.1958-14.11.1960 гг
8. Петраш Валентин Николаевич14.11.1960-20.08.1961 гг.
9. Бардаш В.Н.06.09.1961-24.12.1962 гг.
10. Камышан Андрей Васильевич08.01.1963-12.05.1964 гг.
11. Зиду Дмитрий Георгиевич13.03.1965-13.09.1966 гг.
12. Карайон Емельян Мефодьевич18.09.1966-15.08.1969 гг.
13. Стадник Леонид Алексеевич15.08.1969-29.08.1970 гг.
14. Челан Валерий Павлович29.08.1970-20.01.1972 гг.
15. Рашкулев Дмитрий Харлампьевич20.01.1972-07.08.1974 гг.
16. Головатенко Стельян Федорович07.08.1974-21.09.1976 гг.
17. Нереуца Василий Степанович21.09.1976-14.02.1985 гг.
18. Кушнир Владимир Петрович01.03.1985-17.05.1986 гг
19. Гросу Александр Васильевич26.06.1986-22.03.1993 гг.
20. Карагяур Константин Иванович-22.03.1993-30.09.1999 гг.
21. Кышлалы Георгий Георгиевич - 12.01.1993-25.07.1995.  Представитель президента Гагаузской республики и Председатель Вулканештского района.
22. Иваногло Георгий Иванович 12.08.1995- 24.09.1999гг.Представитель Башкана Гагаузии по Вулканештскому району
23. Цуркан Иван Иванович 27.09.1999- 30.07.2002гг. Глава администрации Вулканештского долая
24. Терзи Фёдор Георгиевич 05.12.2002-11.07.2016 и 07.05.2015-07.12.2016гг.
25. Чернев Сергей Афанасьевич 12.01.2007-27.12.2013гг.
26. Терзи Георгий Гаврилович 30.12.2013-05.05.2015гг.
27. Желез Борис Михайлович 07.12.2016-28.02.2018гг.
28. Великсар Василиса Николаевна 22.03.2018- 25.09.2020гг.
29. Чернев Владимир 25.09.2020- 01.10.2022 и.о. председателя
30. Петр Васильевич Чебан с 22.03.2022г.  - 01.03.2024гг.

## Населённые пункты
До образования АТО Гагаузия в состав Вулканештского района входили:
- 1 город — Вулканешты (рум. Vulcănești);[3]
- 1 населённый пункт в составе города — ж/д станция Вулканешты (рум. Vulcănești, stație c.f.);[3]
- 11 сёл, не входящих в состав коммун;
- 8 сёл, входящих в состав 3 коммун.

| №  | Село (коммуна)       | Название села в русской транскрипции | Название села в румынской транскрипции | Традиционное название в Российской Империи и СССР |
| -- | -------------------- | ------------------------------------ | -------------------------------------- | ------------------------------------------------- |
| 1  | Александру Иоан Куза | Александру Иоан Куза                 | Alexandru Ioan Cuza                    | Александру Ион Куза                               |
| 2  | Александерфелд       | Александерфелд                       | Alexanderfeld                          | Александерфелд                                    |
| 3  | Бурлэчень            | Бурлэчень                            | Burlăceni                              | Бурлэчены                                         |
| 4  | Бурлэчень            | Гречень                              | Greceni                                | Гречены                                           |
| 5  | Брынза               | Брынза                               | Brînza                                 | Брынза                                            |
| 6  | Чишмикёй             | Чишмикёй                             | Cişmichioi                             | Чишмикиой                                         |
| 7  | Колибашь             | Колибашь                             | Colibaşi                               | Колибашь                                          |
| 8  | Кышлица-Прут         | Кышлица-Прут                         | Cîşliţa-Prut                           | Кышлица-Прут                                      |
| 9  | Етулия               | Етулия                               | Etulia                                 | Етулия                                            |
| 10 | Етулия               | Етулия, ж/д станция                  | Etulia, stație c.f.                    | Етулия, ж/д станция                               |
| 11 | Етулия               | Етулия Ноуэ                          | Etulia Nouă                            | Новая Етулия                                      |
| 12 | Гэвэноаса            | Гэвэноаса                            | Găvănoasa                              | Гэвэноаса                                         |
| 13 | Гэвэноаса            | Николаевка                           | Nicolaevca                             | Николаевка                                        |
| 14 | Гэвэноаса            | Владимировка                         | Vladimirovca                           | Владимировка                                      |
| 15 | Джюрджюлешть         | Джюрджюлешть                         | Giurgiuleşti                           | Джурджулешты                                      |
| 16 | Южное                | Южное                                | Iujnoe                                 | Южное                                             |
| 17 | Слобозия Маре        | Слобозия Маре                        | Slobozia Mare                          | Слобозия Маре                                     |
| 18 | Вадул луй Исак       | Вадул луй Исак                       | Vadul lui Isac                         | Вадул луй Исак                                    |
| 19 | Вэлень               | Вэлень                               | Văleni                                 | Валены                                            |